# Sprut
2A45 Sprut-A, 2A45M Sprut-B in 2S25 Sprut-SD  (Спрут = hobotnica) so sovjetski 125 mm protitankovski topovi z gladko cevjo. Razvoj 2A45M se je začel v poznih 1980ih pri biroju Petrov. Verzija A je vlečna verzija, verziji Sprut-B in Sprut-SD pa imata vgrajen motor.
Sprut strelja iste projektile kot topovi serije D-81 na tankih T-64, T-72, T-80 in T-90.